# Gourmet

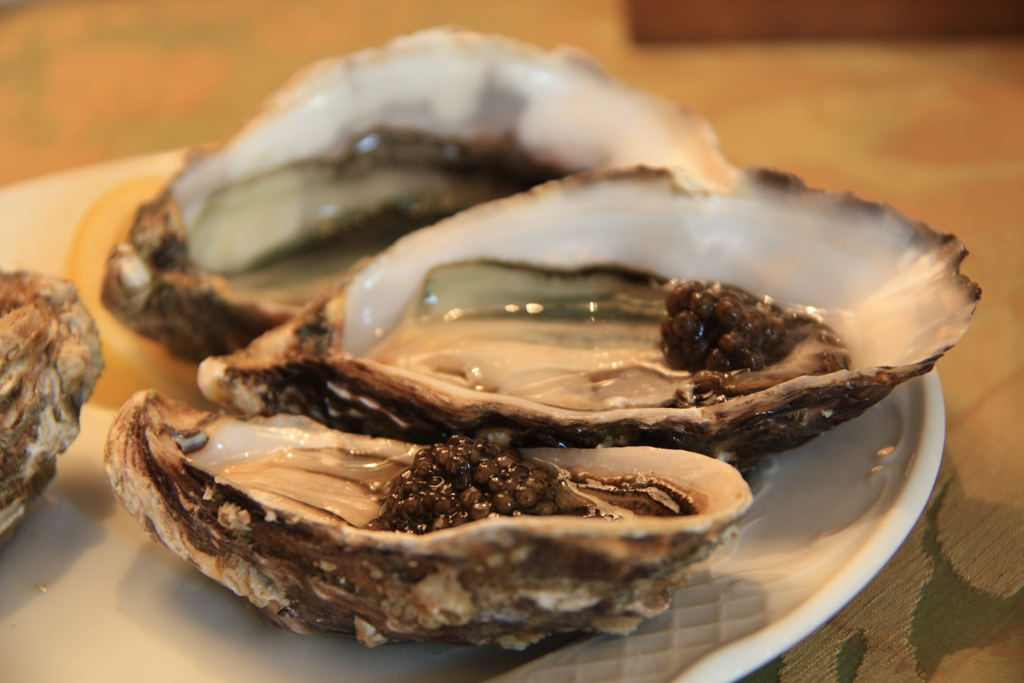
Ostrica e caviale, esempio di cucina definita gourmet

Gourmet (letteralmente dal francese buongustaio) è un termine associato alle arti culinarie del cibo e del buon bere o di alta cucina (riferito generalmente alla gastronomia), che è caratterizzata da pietanze raffinate. Il termine e le sue relative pratiche vengono associate di solito positivamente per descrivere le persone o il cibo dal gusto raffinato. La cucina gourmet si può identificare, in termini più generici, con l'alta cucina, altresì conosciuta come alta ristorazione.

## Definizione e terminologia
Il termine gourmet può riferirsi a una persona con un gusto raffinato che è esperto nel mestiere, nell'arte del cibo e della preparazione e della sua degustazione. Ulteriori connotazioni di questi termini si possono riferire a colui che gode semplicemente del cibo in grandi quantità. Uno chef gourmet è un cuoco di elevato calibro con un particolare talento e abilità nella preparazione e nella cottura dei piatti e del cibo.

## Caratteristiche e descrizione
Gourmet solitamente descrive, nella gastronomia, una classe di ristoranti, cucine, pasti o ingredienti di alta qualità, altamente sofisticati con grande attenzione alla presentazione e all'aspetto della pietanza. Negli Stati Uniti, viene usato per descrivere il cibo dal gusto elitario, con un'avversione contro il cibo populista. Gourmet è anche una classificazione del settore gastronomico per gli alimenti di qualità premium; alimenti e bevande, come il caffè, sono spesso divise tra una qualità standard e una "gourmet".
Alcuni eventi quali degustazioni di vino si rivolgono a persone che si considerano buongustai. I programmi televisivi, come quelli su competizioni alimentari, ricercano e si rifanno a una qualità superiore alla media, appunto Gourmet. Il turismo Gourmet è un settore di nicchia della ristorazione che si sta sviluppando molto negli ultimi anni, per le persone che ricercano cibo o degustazioni, i ristoranti o le regioni alimentari e di produzione del vino.